# 미국항공 운송협회
미국항공 운송협회(영어: Air Transport Association of America)는 미국 워싱턴 D.C.의 본사를 협회로 델타 항공과 유나이티드 항공이 이 협회에 속한다.

## 개요
미국 항공 운송 산업의 진흥과 회원 항공사의 권익보호, 항공산업 전반에 관한 이해 증진을 위하여 1936년 미국 워싱턴 D.C.에 세워졌다. 약어는 ATA이다. 델타 항공, 유나이티드 항공, 아메리칸 항공 등 정회원 15개 항공사와 준회원 2개 항공사가 회원으로 가입하였다. 주요 업무는 항공사 및 공항운영을 통한 경영개선 지원, 항공 운송 산업의 안전성 제고, 여객서비스 및 홍보, 항공교통 관리 및 보안업무 지원, 연방 및 주정부와의 관련업무 처리 등이다.

## 회원사

### 정회원
- ABX 에어
- UPS 항공
- US 에어웨이즈
- 델타 항공
- 사우스웨스트 항공
- 아메리칸 항공
- 아스타 에어 카고
- 아틀라스 항공
- 알래스카 항공
- 유나이티드 항공
- 제트블루 항공
- 페덱스 익스프레스
- 하와이안 항공

### 준회원
- 에어 자메이카
- 에어캐나다